# Breda jovialis
Breda jovialis är en spindelart som först beskrevs av Koch L. 1879.  Breda jovialis ingår i släktet Breda och familjen hoppspindlar. Inga underarter finns listade.